# St. Ansgar (Iowa)
St. Ansgar es una ciudad ubicada en el condado de Mitchell en el estado estadounidense de Iowa. En el Censo de 2010 tenía una población de 1107 habitantes y una densidad poblacional de 414,56 personas por km².

## Geografía
St. Ansgar se encuentra ubicada en las coordenadas 43°22′48″N 92°55′6″O / 43.38000, -92.91833. Según la Oficina del Censo de los Estados Unidos, St. Ansgar tiene una superficie total de 2.67 km², de la cual 2.67 km² corresponden a tierra firme y (0%) 0 km² es agua.

## Demografía
Según el censo de 2010, había 1107 personas residiendo en St. Ansgar. La densidad de población era de 414,56 hab./km². De los 1107 habitantes, St. Ansgar estaba compuesto por el 99.19% blancos, el 0% eran afroamericanos, el 0% eran amerindios, el 0.27% eran asiáticos, el 0% eran isleños del Pacífico, el 0% eran de otras razas y el 0.54% pertenecían a dos o más razas. Del total de la población el 0.81% eran hispanos o latinos de cualquier raza.